# معصومه مظفری
معصومه مظفری (زاده ۱۳۳۷) مدرس دانشگاه در زمینه هنر و نقاش فیگوراتیو ایرانی است. نقاشی‌های او از چهره مردم عادی ایران از جمله مهم‌ترین کارهای او بوده‌اند. او در سال ۱۳۹۲ خورشیدی رئیس انجمن نقاشان ایران شد و در تاريخ ٨ تيرماه ١٣٩٧ دوره ي مديريتش به پايان رسيد. 
مظفری تحصیلات کارشناسی خود را در سال ۱۳۶۸ در دانشکده هنرهای زیبای دانشگاه تهران به پایان رساند و مدرک کارشناسی ارشد خود در زمینه هنرهای زیبا را از دانشکده هنر و معماری - دانشگاه آزاد اسلامی گرفت.
سبک کاری مظفری، کشیدن فضاها و اشیا یا انسان‌های درون آن‌ها به شکل واقع‌گرایانه است؛ اگرچه گاه از کوبیسم نیز بهره می‌گیرد. در فضاهای مظفری، اشیایی چون قاشق‌ها و چنگال‌ها در معرض سقوط قرار می‌گیرند و انسان‌های درون فضاها به بیننده خیره شده‌اند. او در پرتره‌های خود، چهره‌هایی سرد، خنثی، و بی‌روح را به تصویر می‌کشد که ترس و نگرانی از فضای بیرون در چشمانشان دیده می‌شود. مظفری در کارهای خود از رنگ اکریلیک و رنگ روغن و همينطور متريال هايي مثل مداد و خودكار بهره می‌گیرد.